# 岐阜県道281号関美濃線
岐阜県道281号関美濃線（ぎふけんどう281ごう せきみのせん）は、岐阜県関市から美濃市に至る一般県道である。

## 概要

### 路線データ
- 起点：岐阜県関市栄町3丁目（岐阜県道79号関本巣線・国道418号交点）
- 終点：岐阜県美濃市広岡町（岐阜県道80号美濃川辺線交点）

## 沿革
- 1977年（昭和52年）2月27日 ： 認定[1]

## 地理

### 通過する自治体
- 岐阜県
  - 関市
  - 美濃市

### 交差する道路
- 岐阜県道79号関本巣線・国道418号（栄町3丁目交差点）
- 岐阜県道60号美濃関停車場線（本町8丁目交差点）
- 国道156号（下有知追分交差点 - 松森交差点）
- 岐阜県道94号岐阜美濃線・岐阜県道343号富加美濃線（下松森交差点）
- 岐阜県道80号美濃川辺線（広岡町交差点）

### 周辺
- 関栄町郵便局
- 国税庁 名古屋国税局 関税務署
- 長良川鉄道越美南線 関駅
- 長良川鉄道越美南線 関市役所前駅
- 長良川鉄道越美南線 関下有知駅
- 岐阜県立関有知高等学校
- 関市立下有知中学校
- 東海北陸自動車道美濃インターチェンジ
- イオンタウン美濃
- 美濃市立美濃中学校
- 長良川鉄道越美南線 美濃市駅